# XMLSpy
XMLSpy est un éditeur et un environnement de développement XML édité par la société Altova. Sorti en 1992, il accumule les distinctions de la presse spécialisée et permet la manipulation de nombreux types de fichiers liés à XML.

## Présentation
Le logiciel reconnaît beaucoup de normes entourant la technologie XML (SOAP, XSL, WSDL, XSLT, SVG…). Avec cet IDE, on dispose d'une grille intelligente pour afficher et éditer la structure des pages, un mode texte brut avec coloration syntaxique et un navigateur intégré supportant les feuilles de style en cascade (CSS et XSL).
Il intègre un visualisateur XPath, l'aide syntaxique[pas clair], le support de MSXML, Saxon XSLT et Xalan.

## Histoire
XMLSpy est sorti en 1992, permettant de disposer d'un environnement intégré de développement pour XML.
En 2000, la version 3.5 est publiée, avec en particulier la possibilité de saisie graphique de format en entrée pour l'édition de schémas W3C XML Schema et l'accès à des fichiers distants. La version 4.1, sorti en 2001, ajoute la possibilité de créer des schémas XML (XML Schémas),.
La version 5.0 du logiciel, réalisé en 2002, prend en charge le processeur XSLT, un débugger XSLT, un éditeur WSDL, un importateur HTML et des générateurs Java et C++. L'éditeur de document XML est repensé pour permettre une meilleure utilisation par les différents métiers.
Entre 2006 et 2013, le logiciel accumule les distinctions de la presse spécialisée (Prix Platinum par SQL Pro Magazine's, meilleur prix dans la catégorie développement par SQL Server Pro, deuxième prix du meilleur éditeur de développement par  Windows IT Pro Magazine) et continue d'évoluer afin d'une part d'intégrer les nouveaux standards (WBRL) et d'autre part, de correspondre aux nouveaux standards des objets qu'il manipule (WSDL 2.0, HTML 5, ePub).

## Fonctionnalités
Les fonctionnalités de XMLSpy incluent en particulier : 
- création et édition de documents XML
- développement visuel de Schémas XML
- édition de DTD (Document Type Definition)
- développement et débogage de XSLT (Extensible Stylesheet Language Transformations)
- développement et débogage de XQuery
- développement et débogage de SOAP (Simple Object Access Protocol)
- développement de documents Office Open XML
- création, édition, validation et taxonomie de XBRL (Extensible Business Reporting Language)
- développement de services web
- création et édition graphique de WSDL (Web Services Description Language)
- génération de code en Java, C++ et C#

## Licence et version
Le logiciel tourne sous licence propriétaire avec clé de protection. Le logiciel est proposé en deux versions : une édition professionnelle et une édition entreprise. Cette dernière permet, contrairement à l'édition professionnelle, la création de graphiques, la génération de code (java, C++ et C#) et les fonctionnalités des services web (édition de WSDL, SOAP client).